# Khúc côn cầu trên cỏ tại Đại hội Thể thao châu Á 2010 – Giải đấu Nam
'Giải đấu Nam nội dung khúc côn cầu trên cỏ tại Đại hội Thể thao châu Á 2010 diễn ra tại Quảng Châu, Trung Quốc, từ ngày 15 đến 25 tháng 11 năm 2010.

## Đội hình thi đấu
| Bangladesh | Trung Quốc | Hồng Kông | Ấn Độ |
| --- | --- | --- | --- |
| - Zahid Hossain - Mamunur Rahman Chayan - Moshiur Rahman Biplob - Imran Hasan Pinto - Sheikh Md Nannu - Pushkor Khisa Mimo - Rasel Mahmud Jimmy - Krishno Kumar Das - Mosharraf Hossain Kuti - Imran Ahmed Riaz - Tapos Barmon - Enamul Kabir - Kamruzzaman Rana - Maksud Alam - Hosne Mobarak Sumon - Rafiqul Islam | - Sun Tianjun - Liu Yixian - Cui Yongxin - Luo Fangming - De Yunze - Jiang Xishang - Song Yi - Lu Fenghui - Liu Xiantang - Meng Jun - Na Yubo - Sun Long - Dong Yang - Xu Rui - Su Rifeng - Hu Huiren                                                                               | - Howard Leung - Akbar Ali - Chan Ka Ho - Dev Singh Dillon - Aman Singh Dillon - Asif Ali - Harinder Singh Bal - Swalikh Mohammed - Jasbir Singh Chhina - Arif Ali - Asghar Ali - Inderpal Singh - Mustafa Mohammed - Noman Zakir - Kieran Smith - Rashid Mehmood Raja                                     | - Bharat Chettri - Bharat Chikara - Danish Mujtaba - Sandeep Singh - Arjun Halappa - Prabodh Tirkey - Dhananjay Mahadik - Sardara Singh - Dharamvir Singh - Ravipal Singh - Sarvanjit Singh - Shivendra Singh - Gurbaj Singh - Tushar Khandker - Rajpal Singh - Vikram Pillay |
| Nhật Bản | Malaysia | Oman | Pakistan |
| - Kazuyuki Ozawa - Takayasu Mizawa - Koji Kayukawa - Naoto Shiokawa - Genki Mitani - Shunsuke Nagaoka - Manabu Hatakeyama - Takahiko Yamabori - Yoshihiro Anai - Kenji Kitazato - Kazuhiro Tsubouchi - Katsuyoshi Nagasawa - Kei Kawakami - Katsuya Takase - Tomonori Ono - Hiroki Sakamoto                          | - Roslan Jamaluddin - Baljit Singh Charun - Hafifihafiz Hanafi - Izwan Firdaus - Mohd Amin Rahim - Marhan Jalil - Faizal Saari - Azreen Rizal - Madzli Ikmar - Tengku Ahmad Tajuddin - Nabil Fiqri - Sukri Mutalib - Razie Rahim - Azlan Misron - Shahrun Nabil - Kumar Subramaniam | - Mohammed Bait Jandal - Murshid Hawait - Waleed Al-Hasani - Marwan Al-Raisi - Hussain Al-Qasmi - Younis Al-Nofali - Shakir Al-Loun - Hussain Al-Hasani - Samir Al-Shibli - Basim Rajab - Yousuf Al-Riyami - Hashim Al-Shatri - Akram Bait Shamiah - Salah Al-Saadi - Abduljabbar Al-Balushi - Asim Siddiq | - Zeeshan Ashraf - Muhammad Zubair - Waseem Ahmed - Muhammad Irfan - Muhammad Imran - Shakeel Abbasi - Rehan Butt - Muhammad Rizwan - Salman Akbar - Abdul Haseem Khan - Fareed Ahmed - Muhammad Waqas - Shafqat Rasool - Muhammad Rashid - Muhammad Tousiq - Sohail Abbas    |
| Singapore | Hàn Quốc | | |
| - Robin Ng - Saifulnizam Seftu - Kelvin Lim - Ishak Ismail - Farhan Suhaili - Harjeet Singh - Sabri Yuhari - Tan Yi Ru - Hazmi Ibrahim - Ian Vanderput - Prashan Anbalagan - Baqir Asali - Farhan Kamsani - Enrico Marican - Chia Kai Bin - Zulkarnain Salim                                                         | - Lee Myung-ho - Lee Seung-il - Nam Hyun-woo - Lee Nam-yong - Seo Jong-ho - Hong Sung-kweon - Yoon Sung-hoon - You Hyo-sik - Yeo Woon-kon - Hyun Hye-sung - Kang Moon-kyu - Kim Jae-hyeon - Hong Eun-seong - Kim Young-jin - Kim Seong-kyu - Jang Jong-hyun                         | | |

## Kết quả
Tất cả các giờ đều là Giờ chuẩn Trung Quốc (UTC+08:00)

### Vòng sơ loại

#### Bảng A
| Đội tuyển  | ST | T | H | B | BT | BB | HS  | Đ  |
| ---------- | -- | - | - | - | -- | -- | --- | -- |
| Hàn Quốc   | 4  | 3 | 1 | 0 | 25 | 4  | +21 | 10 |
| Malaysia   | 4  | 3 | 1 | 0 | 21 | 6  | +15 | 10 |
| Trung Quốc | 4  | 2 | 0 | 2 | 12 | 7  | +5  | 6  |
| Oman       | 4  | 1 | 0 | 3 | 4  | 28 | −24 | 3  |
| Singapore  | 4  | 0 | 0 | 4 | 2  | 19 | −17 | 0  |

| 15 tháng 11 15:30 |

| Malaysia                              | 3–0 | Singapore |
| ------------------------------------- | --- | --------- |
| Hanafi 7' · Misron 33' · R. Rahim 35' |     |           |

| Sân khúc côn cầu Aoti, Quảng Châu Trọng tài: Yohsuke Totsuka (JPN) Haider Rasool (PAK) |

| 15 tháng 11 19:30 |

| Trung Quốc                                                                           | 7–0 | Oman |
| ------------------------------------------------------------------------------------ | --- | ---- |
| Song Yi 13' · Liu Yixian 22', 25', 42' · De Yunze 24' · Sun Long 53' · Dong Yang 59' |     |      |

| Sân khúc côn cầu Aoti, Quảng Châu Trọng tài: Virender Singh (IND) John Hrytsak (CAN) |

| 16 tháng 11 18:00 |

| Hàn Quốc | 8–0 | Oman |
| --- | --- | ---- |
| Seo Jong-ho 1' · Hyun Hye-sung 3', 61' · Nam Hyun-woo 6', 50' · Jang Jong-hyun 39' · You Hyo-sik 47' · Lee Nam-yong 63' |     |      |

| Sân khúc côn cầu Aoti, Quảng Châu Trọng tài: Raghu Prasad (IND) Adam Kearns (AUS) |

| 16 tháng 11 20:00 |

| Trung Quốc                      | 2–0 | Singapore |
| ------------------------------- | --- | --------- |
| Lu Fenghui 57' · Liu Yixian 65' |     |           |

| Sân khúc côn cầu Aoti, Quảng Châu Trọng tài: Simon Taylor (NZL) Thani Al-Wahabi (OMA) |

| 18 tháng 11 14:30 |

| Singapore  | 1–2 | Oman                            |
| ---------- | --- | ------------------------------- |
| Marican 6' |     | Bait Jandal 55' · Al-Shibli 59' |

| Sân khúc côn cầu Aoti, Quảng Châu Trọng tài: Adam Kearns (AUS) Yohsuke Totsuka (JPN) |

| 18 tháng 11 17:30 |

| Malaysia                | 2–2 | Hàn Quốc                           |
| ----------------------- | --- | ---------------------------------- |
| Misron 24' · Hanafi 48' |     | Hyun Hye-sung 9' · Seo Jong-ho 65' |

| Sân khúc côn cầu Aoti, Quảng Châu Trọng tài: Haider Rasool (PAK) Raghu Prasad (IND) |

| 19 tháng 11 18:00 |

| Oman                            | 2–12 | Malaysia |
| ------------------------------- | ---- | --- |
| Al-Shatri 40' · Bait Jandal 63' |      | Jalil 8' · Tajuddin 15' · A. Rahim 19', 60' · R. Rahim 22' · Hanafi 24' · Misron 25', 55', 69' · Saari 33', 61' · Firdaus 45' |

| Sân khúc côn cầu Aoti, Quảng Châu Trọng tài: Kim Hong-lae (KOR) Virender Singh (IND) |

| 19 tháng 11 20:00 |

| Trung Quốc | 1–3 | Hàn Quốc                                  |
| ---------- | --- | ----------------------------------------- |
| Song Yi 2' |     | Jang Jong-hyun 10', 27' · You Hyo-sik 34' |

| Sân khúc côn cầu Aoti, Quảng Châu Trọng tài: Adam Kearns (AUS) Raghu Prasad (IND) |

| 21 tháng 11 15:30 |

| Hàn Quốc | 12–1 | Singapore  |
| --- | ---- | ---------- |
| Seo Jong-ho 1', 13', 53' · You Hyo-sik 20' · Jang Jong-hyun 28', 65' · Nam Hyun-woo 34', 45', 62' · Kim Young-jin 44' · Yeo Woon-kon 59' · Yoon Sung-hoon 63' |      | Yuhari 22' |

| Sân khúc côn cầu Aoti, Quảng Châu Trọng tài: Virender Singh (IND) Yohsuke Totsuka (JPN) |

| 21 tháng 11 19:30 |

| Malaysia                                          | 4–2 | Trung Quốc                   |
| ------------------------------------------------- | --- | ---------------------------- |
| A. Rahim 2' · Saari 18' · Hanafi 41' · Misron 66' |     | Liu Yixian 13' · Na Yubo 36' |

| Sân khúc côn cầu Aoti, Quảng Châu Trọng tài: Simon Taylor (NZL) Haider Rasool (PAK) |

#### Bảng B
| Đội tuyển  | ST | T | H | B | BT | BB | HS  | Đ  |
| ---------- | -- | - | - | - | -- | -- | --- | -- |
| Ấn Độ      | 4  | 4 | 0 | 0 | 22 | 4  | +18 | 12 |
| Pakistan   | 4  | 3 | 0 | 1 | 28 | 6  | +22 | 9  |
| Nhật Bản   | 4  | 2 | 0 | 2 | 13 | 13 | 0   | 6  |
| Bangladesh | 4  | 1 | 0 | 3 | 9  | 21 | −12 | 3  |
| Hồng Kông  | 4  | 0 | 0 | 4 | 4  | 32 | −28 | 0  |

| 15 tháng 11 14:30 |

| Ấn Độ                                                                                          | 7–0 | Hồng Kông |
| ---------------------------------------------------------------------------------------------- | --- | --------- |
| Chikara 2' · San. Singh 4', 18' · Sarv. Singh 22' · Khandker 37' · Halappa 38' · Sh. Singh 48' |     |           |

| Sân khúc côn cầu Aoti, Quảng Châu Trọng tài: Jang Jung-min (KOR) Lim Hong Zhen (SGP) |

| 15 tháng 11 17:30 |

| Nhật Bản                                | 3–1 | Bangladesh |
| --------------------------------------- | --- | ---------- |
| Yamabori 47' · Nagasawa 56' · Ozawa 69' |     | Das 9'     |

| Sân khúc côn cầu Aoti, Quảng Châu Trọng tài: Ilanggo Kanabathu (MAS) Chen Dekang (CHN) |

| 17 tháng 11 13:00 |

| Ấn Độ                                                                                          | 9–0 | Bangladesh |
| ---------------------------------------------------------------------------------------------- | --- | ---------- |
| Khandker 2', 39' · San. Singh 13', 47', 63', 66' · Sh. Singh 22' · R. Singh 37' · D. Singh 69' |     |            |

| Sân khúc côn cầu Aoti, Quảng Châu Trọng tài: Kim Hong-lae (KOR) Lim Hong Zhen (SGP) |

| 17 tháng 11 15:00 |

| Pakistan                                                                                           | 12–0 | Hồng Kông |
| -------------------------------------------------------------------------------------------------- | ---- | --------- |
| Butt 2', 58' · Abbas 8', 29' · F. Ahmed 22' · Waqas 24', 50', 53' · Khan 31', 55' · Imran 35', 61' |      |           |

| Sân khúc côn cầu Aoti, Quảng Châu Trọng tài: Thani Al-Wahabi (OMA) John Hrytsak (CAN) |

| 18 tháng 11 15:30 |

| Bangladesh                                            | 7–3 | Hồng Kông                       |
| ----------------------------------------------------- | --- | ------------------------------- |
| Jimmy 16', 54' · Chayan 21', 35', 38', 46' · Alam 52' |     | Asg. Ali 14' · Ar. Ali 27', 69' |

| Sân khúc côn cầu Aoti, Quảng Châu Trọng tài: Simon Taylor (NZL) Ilanggo Kanabathu (MAS) |

| 18 tháng 11 19:30 |

| Nhật Bản                    | 2–8 | Pakistan                                                                                    |
| --------------------------- | --- | ------------------------------------------------------------------------------------------- |
| Kitazato 3' · Tsubouchi 66' |     | F. Ahmed 4' · Abbas 20', 51' · Rizwan 29' · Waqas 55' · Imran 61' · Abbasi 64' · Zubair 70' |

| Sân khúc côn cầu Aoti, Quảng Châu Trọng tài: Chen Dekang (CHN) Jang Jung-min (KOR) |

| 20 tháng 11 13:00 |

| Hồng Kông   | 1–6 | Nhật Bản                                                          |
| ----------- | --- | ----------------------------------------------------------------- |
| Ar. Ali 46' |     | Kitazato 18', 61', 70' · Mitani 33' · Sakamoto 44' · Yamabori 63' |

| Sân khúc côn cầu Aoti, Quảng Châu Trọng tài: John Hrytsak (CAN) Jang Jung-min (KOR) |

| 20 tháng 11 15:00 |

| Ấn Độ                             | 3–2 | Pakistan             |
| --------------------------------- | --- | -------------------- |
| San. Singh 3', 48' · D. Singh 16' |     | Butt 4' · Abbasi 43' |

| Sân khúc côn cầu Aoti, Quảng Châu Trọng tài: Simon Taylor (NZL) Adam Kearns (AUS) |

| 21 tháng 11 14:30 |

| Pakistan                                          | 6–1 | Bangladesh |
| ------------------------------------------------- | --- | ---------- |
| Abbasi 13', 27' · Abbas 15', 29' · Imran 37', 48' |     | Barmon 63' |

| Sân khúc côn cầu Aoti, Quảng Châu Trọng tài: Chen Dekang (CHN) Ilanggo Kanabathu (MAS) |

| 21 tháng 11 17:30 |

| Nhật Bản          | 2–3 | Ấn Độ                              |
| ----------------- | --- | ---------------------------------- |
| Sakamoto 21', 63' |     | R. Singh 31' · San. Singh 38', 62' |

| Sân khúc côn cầu Aoti, Quảng Châu Trọng tài: Kim Hong-lae (KOR) Lim Hong Zhen (SGP) |

### Vòng phân hạng

#### Hạng thứ chín và mười
| 25 tháng 11 9:00 |

| Singapore   | 1–2 (h.p.) | Hồng Kông        |
| ----------- | ---------- | ---------------- |
| Marican 51' |            | Ar. Ali 35', 81' |

| Sân khúc côn cầu Aoti, Quảng Châu Trọng tài: Virender Singh (IND) Ilanggo Kanabathu (MAS) |

#### Phân loại hạng năm-tám
|  | Phân loại hạng năm-tám | Phân loại hạng năm-tám |                     |    | Hạng thứ năm và sáu | Hạng thứ năm và sáu |
|  |                        |                        |                     |    |                     |                     |
|  | 23 tháng 11            |                        |                     |    |                     |                     |
|  |                        |                        |                     |    |                     |                     |
|  | Trung Quốc             | 4                      |                     |    |                     |                     |
|  | Trung Quốc             | 4                      | 25 tháng 11         |    |                     |                     |
|  | Bangladesh             | 1                      |                     |    |                     |                     |
|  | Bangladesh             | 1                      | Trung Quốc          | 2  |                     |                     |
|  | 23 tháng 11            |                        | Trung Quốc          | 2  |                     |                     |
|  |                        | Nhật Bản               | 0                   |    |                     |                     |
|  | Nhật Bản               | Nhật Bản               | 0                   | 13 |                     |                     |
|  | Nhật Bản               |                        |                     | 13 |                     |                     |
|  | Oman                   | 1                      |                     |    |                     |                     |
|  | Oman                   | 1                      | Hạng thứ bảy và tám |    |                     |                     |
|  |                        |                        |                     |    |                     |                     |
|  | 25 tháng 11            |                        |                     |    |                     |                     |
|  |                        |                        |                     |    |                     |                     |
|  | Bangladesh             | 5                      |                     |    |                     |                     |
|  | Bangladesh             | 5                      |                     |    |                     |                     |
|  | Oman                   | 6                      |                     |    |                     |                     |

#### Bán kết
| 23 tháng 11 9:00 |

| Trung Quốc                                       | 4–1 | Bangladesh |
| ------------------------------------------------ | --- | ---------- |
| Dong Yang 8' · Na Yubo 25' · Liu Yixian 26', 50' |     | Rana 41'   |

| Sân khúc côn cầu Aoti, Quảng Châu Trọng tài: Haider Rasool (PAK) Raghu Prasad (IND) |

| 23 tháng 11 14:00 |

| Nhật Bản                                                                                                   | 13–1 | Oman      |
| --- | ---- | --------- |
| Yamabori 2', 3', 31', 42', 66', 69' · Kitazato 8', 23' · Nagasawa 18', 45' · Tsubouchi 20', 35' · Anai 62' |      | Rajab 36' |

| Sân khúc côn cầu Aoti, Quảng Châu Trọng tài: Jang Jung-min (KOR) Lim Hong Zhen (SGP) |

#### Hạng thứ bảy và tám
| 25 tháng 11 9:30 |

| Bangladesh                                | 5–6 | Oman                                                                                         |
| ----------------------------------------- | --- | -------------------------------------------------------------------------------------------- |
| Chayan 10', 43' · Mimo 20', 33' · Das 45' |     | Al-Shibli 2' · Rajab 22' · Al-Shatri 54' · Al-Saadi 56' · Bait Jandal 58' · H. Al-Hasani 69' |

| Sân khúc côn cầu Aoti, Quảng Châu Trọng tài: Jang Jung-min (KOR) John Hrytsak (CAN) |

#### Hạng thứ năm và sáu
| 25 tháng 11 12:00 |

| Trung Quốc                   | 2–0 | Nhật Bản |
| ---------------------------- | --- | -------- |
| Liu Yixian 19' · Na Yubo 65' |     |          |

| Sân khúc côn cầu Aoti, Quảng Châu Trọng tài: Simon Taylor (NZL) Raghu Prasad (IND) |

### Vòng tranh huy chương
|  | Bán kết           | Bán kết  |                       |   | Tranh huy chương vàng | Tranh huy chương vàng |
|  |                   |          |                       |   |                       |                       |
|  | 23 tháng 11       |          |                       |   |                       |                       |
|  |                   |          |                       |   |                       |                       |
|  | Hàn Quốc          | 1 (3)    |                       |   |                       |                       |
|  | Hàn Quốc          | 1 (3)    | 25 tháng 11           |   |                       |                       |
|  | Pakistan (p)      | 1 (4)    |                       |   |                       |                       |
|  | Pakistan (p)      | 1 (4)    | Pakistan              | 2 |                       |                       |
|  | 23 tháng 11       |          | Pakistan              | 2 |                       |                       |
|  |                   | Malaysia | 0                     |   |                       |                       |
|  | Ấn Độ             | Malaysia | 0                     | 3 |                       |                       |
|  | Ấn Độ             |          |                       | 3 |                       |                       |
|  | Malaysia (a.e.t.) | 4        |                       |   |                       |                       |
|  | Malaysia (a.e.t.) | 4        | Tranh huy chương đồng |   |                       |                       |
|  |                   |          |                       |   |                       |                       |
|  | 25 tháng 11       |          |                       |   |                       |                       |
|  |                   |          |                       |   |                       |                       |
|  | Hàn Quốc          | 0        |                       |   |                       |                       |
|  | Hàn Quốc          | 0        |                       |   |                       |                       |
|  | Ấn Độ             | 1        |                       |   |                       |                       |

#### Bán kết
| 23 tháng 11 15:00 |

| Hàn Quốc | 1–1 (h.p.) | Pakistan                                                   |
| --- | ---------- | ---------------------------------------------------------- |
| Kang Moon-kyu 39'                                                                                                 |            | Waqas 22'                                                  |
| Loạt luân lưu |            |                                                            |
| Lee Nam-yong · Nam Hyun-woo · Hyun Hye-sung · Yeo Woon-kon · Jang Jong-hyun · --- · Jang Jong-hyun · Yeo Woon-kon | 3–4        | Abbas · Irfan · Imran · Khan · Abbasi · --- · Abbas · Khan |

| Sân khúc côn cầu Aoti, Quảng Châu Trọng tài: Simon Taylor (NZL) Chen Dekang (CHN) |

| 23 tháng 11 17:30 |

| Ấn Độ                                        | 3–4 (h.p.) | Malaysia                                      |
| -------------------------------------------- | ---------- | --------------------------------------------- |
| San. Singh 35' · Khandker 37' · R. Singh 54' |            | Tajuddin 32' · Misron 49' · A. Rahim 67', 75' |

| Sân khúc côn cầu Aoti, Quảng Châu Trọng tài: Kim Hong-lae (KOR) Adam Kearns (AUS) |

#### Tranh huy chương đồng
| 25 tháng 11 14:00 |

| Hàn Quốc | 0–1 | Ấn Độ        |
| -------- | --- | ------------ |
|          |     | Khandker 40' |

| Sân khúc côn cầu Aoti, Quảng Châu Trọng tài: Haider Rasool (PAK) Lim Hong Zhen (SGP) |

#### Tranh huy chương vàng
| 25 tháng 11 17:00 |

| Pakistan             | 2–0 | Malaysia |
| -------------------- | --- | -------- |
| Abbas 26' · Butt 38' |     |          |

| Sân khúc côn cầu Aoti, Quảng Châu Trọng tài: Kim Hong-lae (KOR) Adam Kearns (AUS) |

## Bảng xếp hạng cuối cùng
| Thứ hạng | Đội tuyển  | ST | T | H | B |
| -------- | ---------- | -- | - | - | - |
| 1        | Pakistan   | 6  | 4 | 1 | 1 |
| 2        | Malaysia   | 6  | 4 | 1 | 1 |
| 3        | Ấn Độ      | 6  | 5 | 0 | 1 |
| 4        | Hàn Quốc   | 6  | 3 | 2 | 1 |
| 5        | Trung Quốc | 6  | 4 | 0 | 2 |
| 6        | Nhật Bản   | 6  | 3 | 0 | 3 |
| 7        | Oman       | 6  | 2 | 0 | 4 |
| 8        | Bangladesh | 6  | 1 | 0 | 5 |
| 9        | Hồng Kông  | 5  | 1 | 0 | 4 |
| 10       | Singapore  | 5  | 0 | 0 | 5 |